# Søren Pape Poulsen
Søren Pape Poulsen, ofta kallad Søren Pape, född 31 december 1971 i Bjerringbro i Viborgs kommun i region Midtjylland, död 2 mars 2024 i Odense, var en dansk politiker som var partiledare för Konservative Folkeparti från 2014 fram till sin död. Han var ledamot av Folketinget 2015–2024 och tjänstgjorde som justitieminister i Danmark 2016–2019. 
Pape Poulsen, som fram till dess var borgmästare i Viborgs kommun, utsågs 2014 oväntat till ny partiledare för Konservative Folkeparti. 2016 tog han partiet in i den Venstre-ledda regeringen Lars Løkke Rasmussen III. Han blev själv justitieminister. I den rollen lade Pape Poulsen 2017 fram "Bandepakke 3", ett åtgärdspaket mot kriminella gäng. Bakgrunden var att gängvåldet i Köpenhamn ökat markant under 2015 och 2016.
Folketingsvalet 2019 blev en klar framgång för Pape Poulsen och Konservative Folkeparti, som nästan fördubblade sitt väljarstöd till 6,6 procent. Dock vann vänstersidan valet totalt sett och Konservative Folkeparti hamnade i opposition. En längre period med bra opinionsmätningar för partiet följde, där det ofta var största borgerliga parti, och på en presskonferens den 15 augusti 2022 annonserade Pape Poulsen att han gärna ville vara statsminister efter det kommande folketingsvalet. Opinionen vände dock kraftigt nedåt för partiet efter detta, bland annat efter att man föreslagit ett avskaffande av topskatten, som betalas av de med högst inkomster. Valet i november 2022 blev en stor besvikelse för Konservative Folkeparti som gick tillbaka till 5,5 procent.
Under sensommaren 2022 hade det också kommit fram att Pape Poulsens make ljugit på flera punkter om sin livshistoria, och i september 2022 meddelade de att de skulle skiljas. Pape Poulsen kallade efteråt 2022 för "mitt livs värsta år".
Pape Poulsen avled 2024 i en ålder av 52 år av hjärnblödning.